# 거실

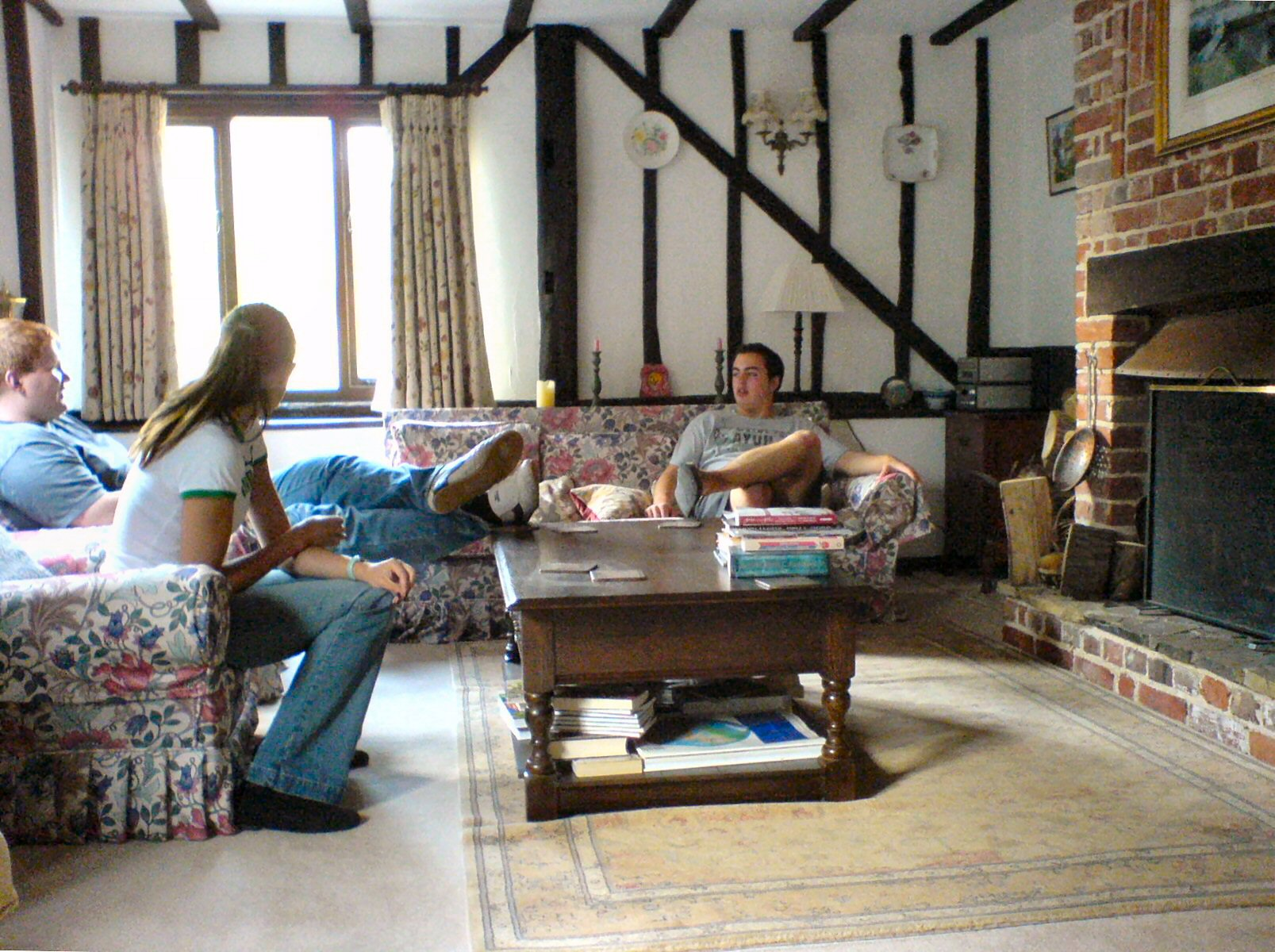
거실

거실(居室, 영어: living room, sitting room 또는 lounge room)은 가족이 모여 일상생활을 하는 공간이다. 개인공간인 침실과는 달리 공동생활 공간으로 서로 상대적인 개념을 갖고 한 가족 공동체만의 공간 이외에도 손님 접대 장소로도 이용된다. 재래식 주택에서는 거실이란 독립된 개념이 없었고 침실을 주간에 거실용도로 사용하였으며 근래에 시공한 주택이나 큰 규모의 아파트 등에서는 거실문화의 영향으로 집 안의 어느 장소보다 가장 넓은 특징이 있다. 그러나 작은 규모의 아파트나 원룸에는 공간상의 여건으로 거실을 조리하는 공간인 부엌과 통합하여 배치하고 있다.
19세기 말 또는 20세기 초에 에드워드 복(Edward Bok)은 당시 일반적으로 팔러(parlo[u]r) 또는 응접실이라고 불리는 방에 거실(living room)이라는 용어를 사용하는 것을 옹호했으며 때로는 이 용어를 발명한 것으로 잘못 인정되기도 한다. 이제는 가정 내에서 휴식을 취하고 긴장을 풀 수 있는 공간을 언급할 때 더 자주 사용되는 용어이다. 세계 각지에서 거실은 다르게 디자인되고 진화하고 있지만 모두 사용자를 편안한 공간에 모으려는 동일한 목적을 공유한다.

## 같이 보기
- 응접실
- 로비 (방)
- 라운지